# Carl Sillem
Carl Sillem (* 14. Oktober 1802 in Hamburg; † 17. Februar 1876 ebenda) war ein deutscher Kaufmann.

## Leben

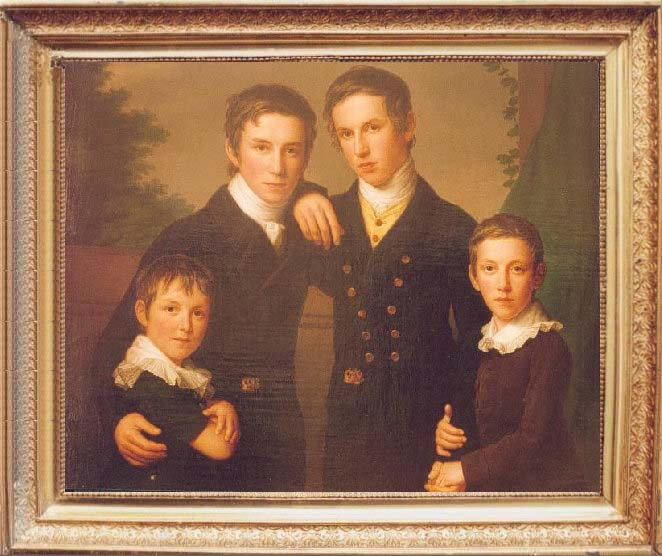
Carl Sillem und seine Brüder (von links: Adolph, Wilhelm, Carl und Ernst)

Carl Sillem wurde als Sohn des Kaufmanns Hieronymus Sillem (1768–1833) und Wilhelmine Büsch (1772–1852) in Hamburg geboren. Der Vater betrieb zusammen mit Christian Daniel Benecke ein kaufmännisches Geschäft unter dem Namen Sillem, Benecke & Co. Am 1. Januar 1827 trat Sillem in das väterliche Unternehmen ein. Er gründete zu Jahresbeginn 1828 zusammen mit seinem Bruder Wilhelm die Firma Sillem & Co., die aufgrund von Spekulationen am 3. April 1832 zahlungsunfähig wurde. Gemeinsam mit seinem Bruder Adolph etablierte Sillem am 1. Januar 1839 die Firma C. & A. Sillem, die bis Ende November 1842 bestand. Er gehörte ab 1840 wieder Firma Sillem, Benecke & Co. an, in die im selben Jahr auch Heinrich Johann Merck und Ernst Merck eintraten. Nachdem C. D. Benecke 1850 aus dem Unternehmen ausschied, H. J. Merck 1855 und E. Merck 1865 verstarben, war Sillem alleiniger Inhaber. Sillem, Benecke & Co. wurde 1870 gelöscht und im selben Jahr die Firma Sillem, Godeffroy & Co. gegründet, der Sillem bis zu seinem Tod angehörte.
Sillem war ab 1830 zunächst Adjunkt und von 1833 bis 1850 Hundertachtziger der St. Petrikirche. Für das Kirchspiel St. Michaelis war er von 1859 bis 1862 Mitglied der Hamburgischen Bürgerschaft.
Carl Sillem heiratete am 1. November 1826 Emma Marie Luise Töpffer (1802–1882), sie hatten acht Kinder.